# 室生村
室生村（むろうむら）は、かつて奈良県の北東部にあった村である。宇陀郡に属した。
2006年1月1日に榛原町、大宇陀町、菟田野町と合併し、宇陀市となり、2011年3月までは地域自治区として室生区が存在した。

## 地理
- 山林が村の面積のほとんどを占める山村である。（地目別面積比率 山林81.7% 田9.0% 畑4.1% 宅地1.8% その他3.4%）
- 年平均気温14℃ 年間降雨量1,200〜1,700mm 冬季には20〜30cm積雪することもある。内陸性の気候であり、昼夜、季節による寒暖の差は著しい。
- 近畿日本鉄道大阪線が通じており、室生口大野駅から大阪市のターミナルまで約1時間で結ばれているが、大規模な新興住宅地の造成はなされていない。
- 人口6,306人中、700人弱が県外に通勤、通学しているものと推定され、1,100人弱が室生村以外の奈良県内市町村に通勤、通学していると推定される。室生村外から室生村内に通勤、通学する人口は約900人である。（2000年国勢調査による）
- 大字大野、大字三本松の2地区に村の人口の38.9%が集中している。（2001年住民基本台帳による）

- 山：住塚山、三郎岳、長坂山、茶臼山
- 河川：宇陀川、室生川、西谷川
- 湖沼：室生湖：室生ダムのダム湖。室生ダムの水は奈良盆地の市町村に供給されている。室生村には水利権はない。

### 隣接していた自治体
- 奈良県
  - 奈良市
  - 宇陀郡 榛原町、曽爾村
  - 山辺郡 山添村
  - 吉野郡 東吉野村
- 三重県
  - 名張市

## 歴史
- 1889年（明治22年）4月1日 - 町村制の施行により、室生村・田口村・下田口村・黒岩村・山粕村の区域をもって室生村が発足。
- 1954年（昭和29年）10月1日 - 大字山粕が曽爾村に編入。
- 1955年（昭和30年）2月11日 - 三本松村・山辺郡東里村と合併し、改めて室生村が発足。
- 2005年（平成17年）12月23日 - 閉村式。
- 2006年（平成18年）1月1日 - 大宇陀町・菟田野町・榛原町と合併して宇陀市が発足。同日室生村廃止。

## 行政
- 村長：奥本 昇（1990年5月10日〜2005年12月31日）

## 経済

### 産業
- 主な産業
- 産業人口
  - 第1次産業就業者数：346人
  - 第2次産業就業者数：814人
  - 第3次産業就業者数：1,698人

（2000年国勢調査）
- 特産品
  - 一刀彫り
  - 陶芸
  - 藍染
  - きゃらぶき
  - シメジ
  - シイタケ
  - 大和茶

## 地域

### 教育
高等教育機関（大学、短大、専修学校）はない。
- 室生村立室生幼稚園（大字大野）
- 室生村立室生西小学校（大字大野）
- 室生村立室生東小学校（大字三本松）
- 室生村立室生中学校（大字大野）
- 奈良県立室生高等学校（大字大野） - 2006年3月に閉校

### 金融機関
- 奈良県農協（3店舗）
- 郵便局（集配特定局3局、簡易局3局）
- 銀行・信用金庫・信用組合なし

## 交通

### 鉄道路線
室生口大野駅、三本松駅では、スルッとKANSAIカード（関西地方の主要私鉄間で共通利用できるプリペイド乗車カード）が使用可能である。なお、両駅とも特急列車は停車しない。
- 近畿日本鉄道
  - 大阪線：（榛原町） - 室生口大野駅 - 三本松駅 - （名張市）

### バス
奈良交通バスが室生口大野駅を中心に発着している。

### 道路
- 高速道路

室生村内に高速道路は通じていない。自動車専用道路である名阪国道（国道25号）針IC（奈良市）、小倉IC（奈良市）、神野口IC（奈良県山辺郡山添村）が最寄である。
- 一般国道
  - 国道165号
  - 国道369号
- 県道
  - 奈良県道28号吉野室生寺針線
  - 奈良県道127号北野吐山線
  - 奈良県道164号室生口大野停車場線
  - 奈良県道242号上笠間三本松停車場線
  - 奈良県道781号都祁名張線
  - 奈良県道782号上笠間八幡名張線
- 農道
  - 奥宇陀広域農道「やまなみロード」

## 名所・旧跡・観光スポット・祭事・催事

### 名所
- 室生寺：女人高野として名高い
- 弥勒磨崖仏（大野寺）
- 滝谷花しょうぶ園
- 龍穴神社

### 祭事・催事
- 室生村民祭（通例8月中旬に室生健民運動場（室生湖畔）で開催される。2004年度は開催されなかった）
- 龍穴神社秋祭
- 公民館の集い

## 出身有名人
- 野田順弘（のだまさひろ）：（株）オービック代表取締役会長。創業者でもある。